# Уршельский (сельское поселение)
Муниципальное образование «Посёлок Уршельский» — сельское поселение в составе Гусь-Хрустального района Владимирской области.
Административный центр — посёлок Уршельский.

## География

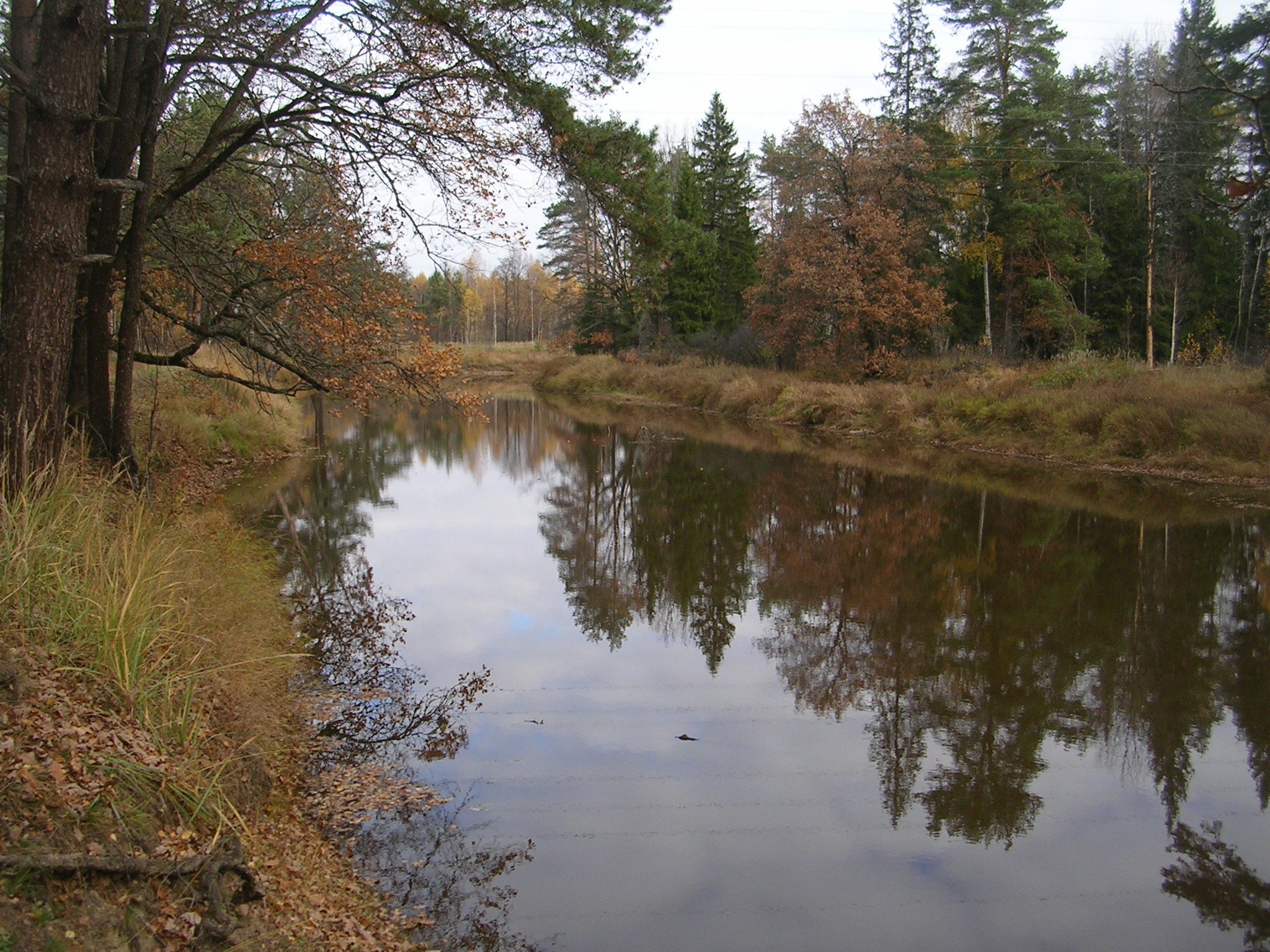
Река Бужа у деревни Избищи

Муниципальное образование «Посёлок Уршельский» располагается на западе Гусь-Хрустального района. Граничит с Анопинским, Иванищевским, Мезиновским и Демидовским поселениями Гусь-Хрустального района, с Собинским районом, а также с Шатурским районом Московской области.
По территории поселения протекают речки Бужа, Поль и Таса.
Значительную часть территории занимают массивы болот: Гусевское, Лосятино, Мезиновское, Тасинское, Кондрово, и Гаринское.
На территории поселения значительные запасы торфа, древесины и песков.

## История
Образовано 25 мая 2005 года в соответствии с Закон Владимирской области № 69-ОЗ. В его состав вошли территория посёлка Уршельский и бывшего Аббакумовского сельсовета.

## Население
| 2010  | 2011  | 2012  | 2013  | 2014  | 2015  | 2016  | 2017  | 2018  |
| ----- | ----- | ----- | ----- | ----- | ----- | ----- | ----- | ----- |
| 5355  | ↘5338 | ↘5226 | ↘5009 | ↘4848 | ↘4745 | ↘4672 | ↘4563 | ↘4409 |
| 2019  | 2020  | 2021  |       |       |       |       |       |       |
| ↘4302 | ↘4264 | ↗4659 |       |       |       |       |       |       |

## Состав сельского поселения

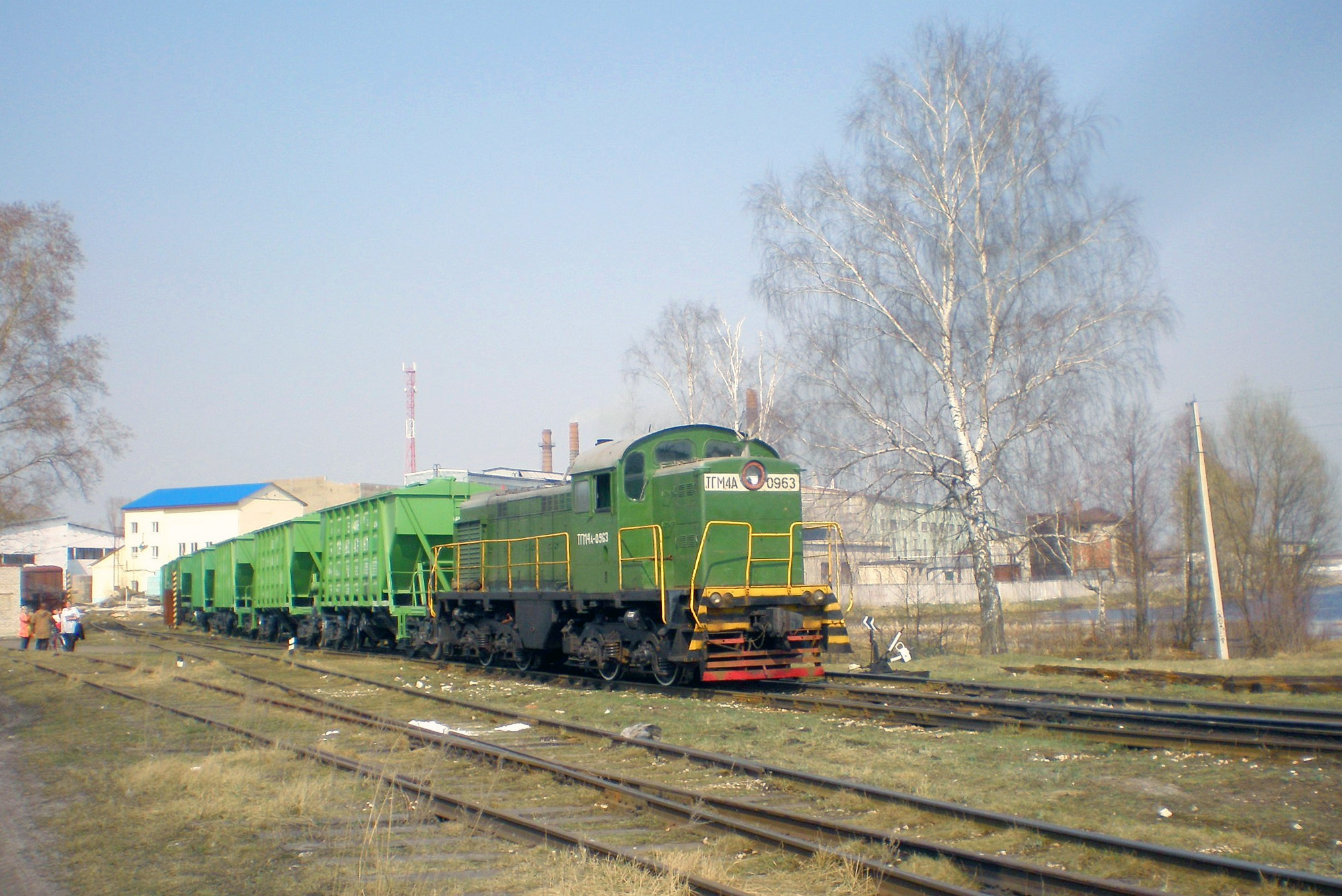
Железная дорога Уршельского стекольного завода

| №  | Населённый пункт | Тип населённого пункта          | Население |
| -- | ---------------- | ------------------------------- | --------- |
| 1  | Аббакумово       | деревня                         | →117      |
| 2  | Василёво         | деревня                         | ↘3        |
| 3  | Дёмино           | деревня                         | ↗22       |
| 4  | Заболотье        | деревня                         | ↘104      |
| 5  | Избищи           | деревня                         | ↘6        |
| 6  | Нармуч           | деревня                         | ↗81       |
| 7  | Острова          | деревня                         | ↗39       |
| 8  | Савинская        | деревня                         | ↘16       |
| 9  | Синцово          | деревня                         | ↘14       |
| 10 | Сулово           | деревня                         | ↘1        |
| 11 | Тасино           | посёлок                         | ↗21       |
| 12 | Тасинский        | посёлок                         | ↘401      |
| 13 | Тасинский Бор    | посёлок                         | ↘263      |
| 14 | Тихоново         | деревня                         | ↘102      |
| 15 | Труфаново        | деревня                         | ↘100      |
| 16 | Уршельский       | посёлок, административный центр | ↘3354     |
| 17 | Эрлекс           | село                            | ↘1        |
| 18 | Ягодино          | деревня                         | ↗14       |

## Транспорт
По территории поселения проходит железнодорожная линия Москва — Муром, имеющая платформу Тасино.
К посёлку Уршельский проложена железная дорога Черусти — Уршель, со станцией Уршель.

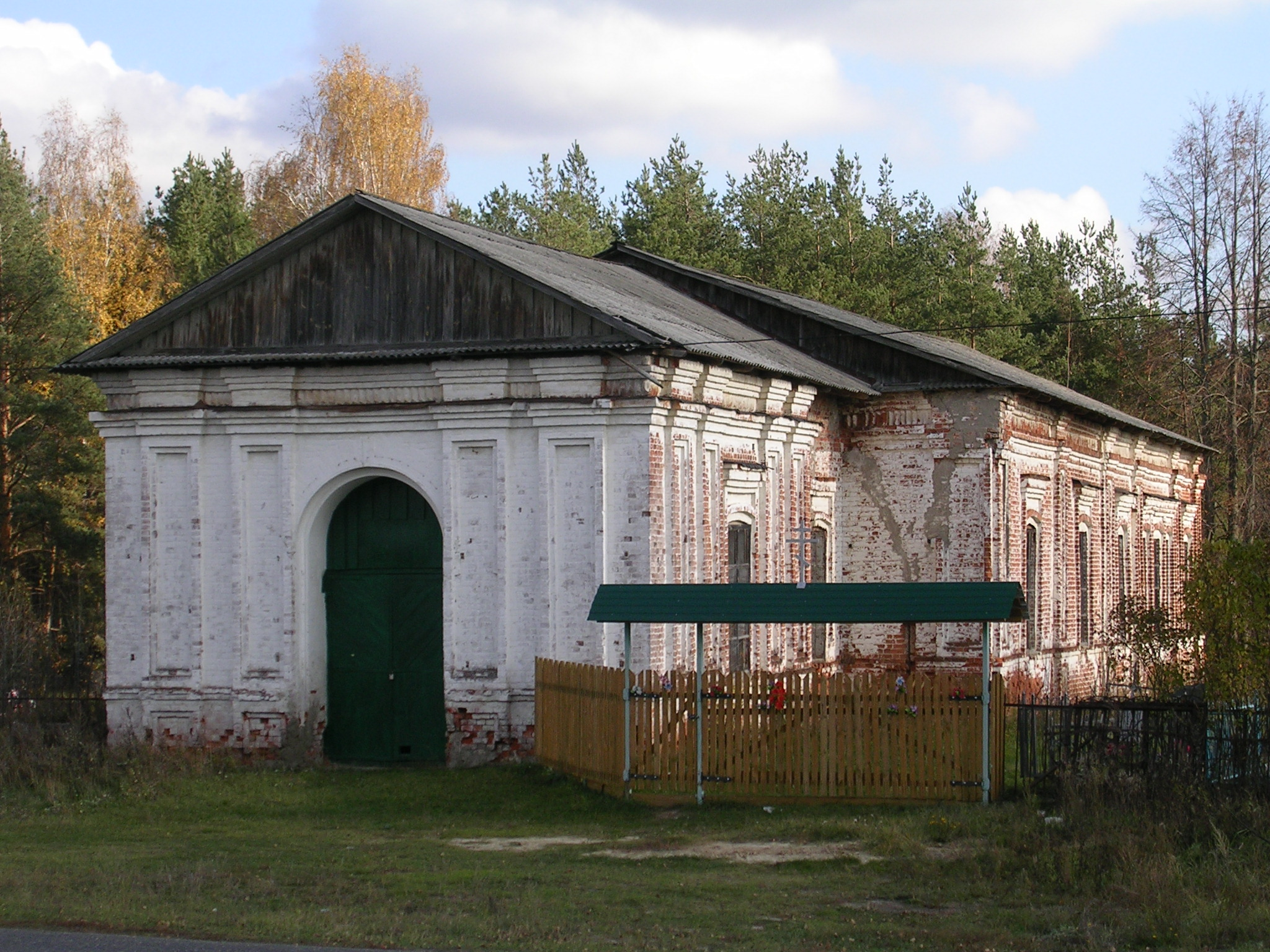
Воскресенсий Храм в Тихоново

## Достопримечательности
- Храм Воскресения Христова в Тихонове
- Мещёра (национальный парк)